# Матч всех звёзд НХЛ 2004
Матч всех звезд НХЛ 2004 года проходил во время сезона 2003/2004 прошел 8 февраля в Миннесоте.

## Игра всех Звезд
В третий год подряд приз самого лучшего игрока матча, а с ним и подарок — джип марки «Додж», достался хоккеисту из проигравшей команды, на сей раз Джо Сакику с Запада, сделавшему «хет-трик».
Свои первые матчи звёзд провели два россиянина — Илья Ковальчук и Павел Дацюк.
У победителей, сборной Восточной конференции, отметился 43-летней Марк Месье, набравшего два очка (1+1) и ставшего рекордсменом в истории матчей «звёзд» с 14 передачами. Всего в 15 играх на его счету 20 очков (6+14).

### Составы
| Западная конференция            | Восточная конференция         |
| Вратари                         | Вратари                       |
| ------------------------------- | ----------------------------- |
| Марти Турко (Даллас)            | Мартин Бродо (Нью-Джерси)     |
| Дуэйн Ролосон (Миннесота)       | Роберто Луонго (Флорида)      |
| Томаш Вокоун (Нэшвилл)          | Жозе Теодор (Монреаль)        |
| Защитники                       |                               |
| Роб Блэйк (Колорадо)            | Скотт Нидермайер (Нью-Джерси) |
| Никлас Лидстрём (Детройт)       | Скотт Стивенс (Нью-Джерси)    |
| Филип Куба (Миннесота)          | Эдриан Окойн (НЙ Айлендерс)   |
| Маттиас Норстрём (Лос-Анджелес) | Ник Бойнтон (Бостон)          |
| Крис Пронгер (Ст. Луис)         | Уэйд Редден (Оттава)          |
| Киммо Тимонен (Нэшвилл)         | Шелдон Сурэй (Монреаль)       |
| Нападающие                      |                               |
| Тодд Бертуцци (Ванкувер)        | Илья Ковальчук (Атланта)      |
| Билл Герин (Даллас)             | Мартен Сан-Луи (Тампа Бэй)    |
| Майк Модано (Даллас)            | Джо Торнтон (Бостон)          |
| Павел Дацюк (Детройт)           | Даниэль Альфредссон (Оттава)  |
| Шэйн Доун (Финикс)              | Мариан Хосса (Оттава)         |
| Джером Игинла (Калгари)         | Яромир Ягр (Вашингтон)        |
| Патрик Марло (Сан Хосе)         | Роберт Ланг (Вашингтон)       |
| Рик Нэш (Коламбус)              | Марк Мессье (НЙ Рейнджерс)    |
| Маркус Нэслунд (Ванкувер)       | Кит Примо (Филадельфия)       |
| Джо Сакик (Колорадо)            | Гари Робертс (Торонто)        |
| Алекс Тангэй (Колорадо)         | Джереми Рёник (Филадельфия)   |
| Кит Ткачак (Ст. Луис)           | Матс Сундин (Торонто)         |
| Тренеры                         |                               |
| Дэйв Льюис (Детройт)            | Пэт Куинн (Торонто)           |
| Марк Кроуфорд (Ванкувер)        | Кен Хитчкок (Филадельфия)     |

### Статистика
ВОСТОК — ЗАПАД — 6:4 (1:1, 4:2, 1:1)
| Счет | Гол забил   | Передачи     | Передачи | Время |
| ---- | ----------- | ------------ | -------- | ----- |
| 1:0  | Окойн       | Ягр          | М.Мессье | 5.44  |
| 1:1  | Сакик       | Нэслунд      | Бертуцци | 13.37 |
| 2:1  | Альфредссон |              |          | 20.51 |
| 2:2  | Сакик       | Нэслунд      | Бертуцци | 25.44 |
| 2:3  | Доун        | Лидстрем     | Ткачук   | 33.02 |
| 3:3  | М.Мессье    | С.Нидермайер | Ланг     | 33.48 |
| 4:3  | Робертс     | Альфредссон  | Сундин   | 34.41 |
| 5:3  | Альфредссон | Сундин       | Робертс  | 38.04 |
| 6:3  | Ковальчук   | Сурей        |          | 44.03 |
| 6:4  | Сакик       | Нэслунд      |          | 47.22 |

- 19434 зрителя, Сент Пол, Миннесота, Эксел Энерджи Центр
- Броски: 29 (10, 12, 7) — 32 (11, 12, 9).
- Вратари: Бродо (11-10), Теодор (12-10), Люонго (9-8) — Турко (10-9), Вокоун (12-8), Ролосон (7-6).
- Наши: Ковальчук (-1 по системе +/-, 5 бросков, 18.42 игровое время) — Дацюк (-1, 0, 13.36).
- Самый ценный игрок: Сакик (З).

## Конкурсы «Суперскиллз»

### Контроль шайбы
Забег по периметру площадки. По одному очку за лучшее командное время и индивидуальный результат

Командные (победитель Запад)
- Запад — Павел Дацюк, Киммо Тимонен и Шейн Доан
- Восток — Илья Ковальчук, Ник Бойнтон и Мартен Сан-Луи

Индивидуальные (победитель Запад)
- Запад — Рик Нэш
- Восток — Даниэль Альфредссон

### Забег на скорость
Забег по периметру площадки. По одному очку за лучшее командное время и индивидуальный результат.
- Восток. Илья Ковальчук — 13,934, Мартен Сан-Луи — 14,068, Скотт Нидермайер — 13,783
- Запад. Алекс Тэнгуэй — 14,773, Павел Дацюк — 14,842, Филип Куба — 14,791

Победитель Восток — 2:0

Рекорд НХЛ: Майк Гартнер (1996) — 13,386

### Сила броска
Два щелчка с 10 метров по пустым воротам. По одному очку за средний командный, а также индивидуальный бросок.
Титул «Мистер Щелчок»-2004 присвоен сразу двум игрокам — защитнику «Монреаль Канадиенс» Шелдону Сурею и его коллеге из «Нью-Йорк Айлендерс» Эдриану Окойну (по 102,2 мили в час). Сурей похвалил производителей фирмы «Louisville», изготовивших для него графитовую клюшку. Но тут же спросил сам себя, какая же клюшка была у Эла Айэфрэйти, который установил рекорд НХЛ. «Наверное, пушка, а не клюшка», — удачно пошутил Сурей.
- ВОСТОК. Джо Торнтон — 94,3 и 92,1; Шелдон Сурей — 96,5 и 102,2; Павел Кубина — 97,9 и 101,2; Эдриан Окойн — 102,2 и 99,5.
- ЗАПАД. Майк Модано — 97,3 и 97,3; Роб Блэйк — 94,0 и 95,5; Крис Пронгер — 96,0 и 95,0; Филип Куба — 98,7 и 99,2.

Победитель Восток — 2:0

Рекорд НХЛ: Эл Айэфрэйти (1993) — 105,2.

### Точность броска
Участник должен расстрелять 4 мишени, развешанные в углах ворот. По очку за лучший командный и индивидуальный результаты.
- ВОСТОК. Матс Сундин — 3/8, Глен Мюррей — 3/8, Марк Мессье — 2/8, Джереми Рёник — 4/4.
- ЗАПАД. Джером Игинла — 3/8, Джо Сакик — 3/8, Кейт Ткачук — 3/8, Маркус Нэслунд — 3/8.

Победитель Восток — 2:0

Рекорд НХЛ: Рэй Бурк (1992 и 1993), Марк Мессье (1991 и 1996), Джереми Рёник (2004) — 4/4

### «В зоне»
Разыгранная комбинация с броском по воротам, защищаемым голкипером.
В конкурсе, который иначе так и тянет назвать «кошмар голкипера», стражи ворот оказались не на высоте. Исключая Роберто Люонго и Дуэйна Ролосона, не пропустивших ни одной шайбы. Жозе Теодор, Мартин Бродо (оба — Восток) и Томаш Вокоун с Запада дважды вынимали диск из ворот, а его партнер по сборной Марти Турко трижды.
Победитель Восток — 1:0

### Буллиты
Все 36 полевых игроков имеют по одной попытке для реализации буллита.
Выходы один на один реализовали Джереми Реник, Глен Мюррей, Мартен Сан-Луи, Матс Сундин, Гари Робертс и Яромир Ягр (все — Восток), а также Киммо Тимонен, Тодд Бертуцци, Билл Герин, Джером Игинла (все — Запад).
Люонго и Бродо — по 1 пропущенной шайбе, Теодор, Вокоун, Ролосон, Турко — по 2.
Победитель Восток — 6:4
Рекорд НХЛ: Кертис Джозеф (1994), Доминик Гашек (1996 и 1998) — ни одной пропущенной шайбы.

### Итоги
Восток выиграл у Запада со счетом 13:6

## Матч «молодых звезд»
Лучшим хоккеистом матча был признан голкипер Запада Филипп Сове («Колорадо Эвеланш»), отразивший 18 бросков из 21-го, хотя «хет-трик» в матче сделал Джеффри Лупул («Анахайм Майти Дакс»).

### Статистика
Запад — Восток — 7:3 (2:1, 2:1, 3:1)
- 0:1 Стаал (Бержерон, Райдер, 5.24)
- 1:1 Торрес (Чичу, 6.45)
- 2:1 Жердев (Рууту, 9.35)
- 3:1 Эрхофф (Жердев, 11.35)
- 3:2 Мэлоун (Стаджан, Мартин, 12.23)
- 4:2 Лупул (Чичу, 18.22)
- 5:2 Лупул (Чичу, 22.05)
- 6:2 Бушар (24.31)
- 7:2 Лупул (Чичу, 26.42)
- 7:3 Стаджан (Хантер, 28.52)

Вратари: Сове (21-18) — Рэйкрофт (24-17).